# الدوري الذهبي 1999
تنافس على المليون دولار في الدوري الذهبي لسنة 1999، 8 رياضين و6 رياضيات خلال 7 محطات.
يجب الفوز ب 5 محطات على الأقل لنيل جائزة المليون دولار.

## المحطات
| # | محطة   | المدينة | الدولة  | التاريخ  |
| - | ------ | ------- | ------- | -------- |
| 1 | أوسلو  | أوسلو   | النرويج | 30 يونيو |
| 2 | روما   | روما    | إيطاليا | 7 يوليو  |
| 3 | باريس  | باريس   | فرنسا   | 14 يوليو |
| 4 | موناكو | موناكو  | موناكو  | 4 أغسطس  |
| 5 | زوريخ  | زوريخ   | سويسرا  | 11 أغسطس |
| 6 | بروكسل | بروكسل  | بلجيكا  | 3 سبتمبر |
| 7 | برلين  | برلين   | ألمانيا | 7 سبتمبر |

## الفائزون
| سنة  | الفائز          | الفعالية            | الحصة     |
| ---- | --------------- | ------------------- | --------- |
| 1999 | ويلسون كيبكيتير | 800 متر             | $ 500,000 |
| 1999 | غبريلا زابو     | 3000 متر - 5000 متر | $ 500,000 |